# 中国式摔跤

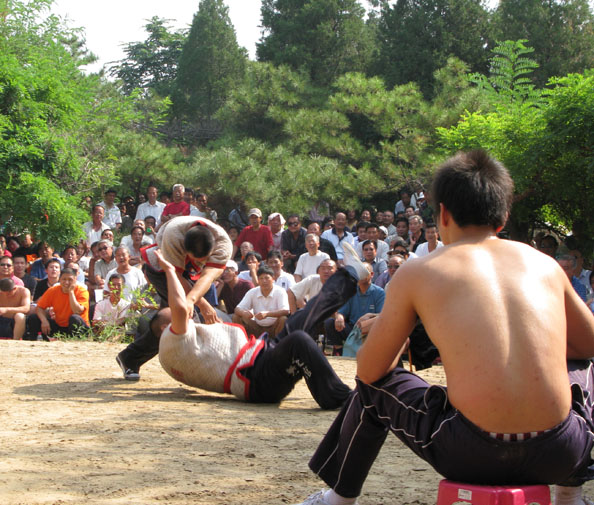
天津摔跤

中国式摔跤，或稱摔角、摔跤。摔角一詞有時可以廣泛地涉指世界各地，所有兩人徒手較量，以摔倒對方為勝利的競技運動。在中國習慣上是指武術裡的一門摔跤術。而中國式摔跤則較狹意地用於運動項目的摔跤賽。用於與奧運之希羅式，自由式摔跤做區隔。
摔角是中国最古老的体育项目之一。现在为中国农民运动会、少数民族运动会正式项目。在台灣也有國術項目的全國性與世界性摔角賽。

## 歷史
摔跤在中国有着悠久的历史，是中國最為古老的武術，古代称摔跤为角抵、角力、相扑、争跤、掼跤、摔角等。
南朝梁人任昉在《述異記》一書中，指稱「⋯⋯蚩尤氏兄弟七十二人善角觝術，人不能向，每戰披靡⋯⋯」此所謂角觝術，是史書記載之中提到最古老的摔角術。黃帝、蚩尤時代已有完整進步的社會組織與戰鬥型態，因此雖不能說發源於蚩尤，但可視為一次總成。
春秋戰國時代也有對摔跤相當的記載。呂不韋撰《禮記月令》中提到周天子將摔角列作軍士之徒手近身格鬥戰技訓練，並採兩軍搏鬥競賽方式稱為『角力』。一方面可考驗武技，再者收集團鬥陣練兵教戰的效果。另《呂氏春秋》、《淮南子》都有類似記述。
唐朝時的重要發展即為相撲隨著日本的大化革新傳入，而摔角運動在唐朝的稱呼「相撲」也就一直被日本所延用。但經過數千年來的演變，尤其在江戶時代相撲活動密集，己自成一格，與摔跤運動截然不同。一種是在土俵中，穿著丁字褲進行，而另一種則穿著上衣，並在戶外黃土地上進行。唯獨在技巧上到是還有些過去的影子，如相撲的推掌與勾絆技巧，依然還充滿了摔跤風味。

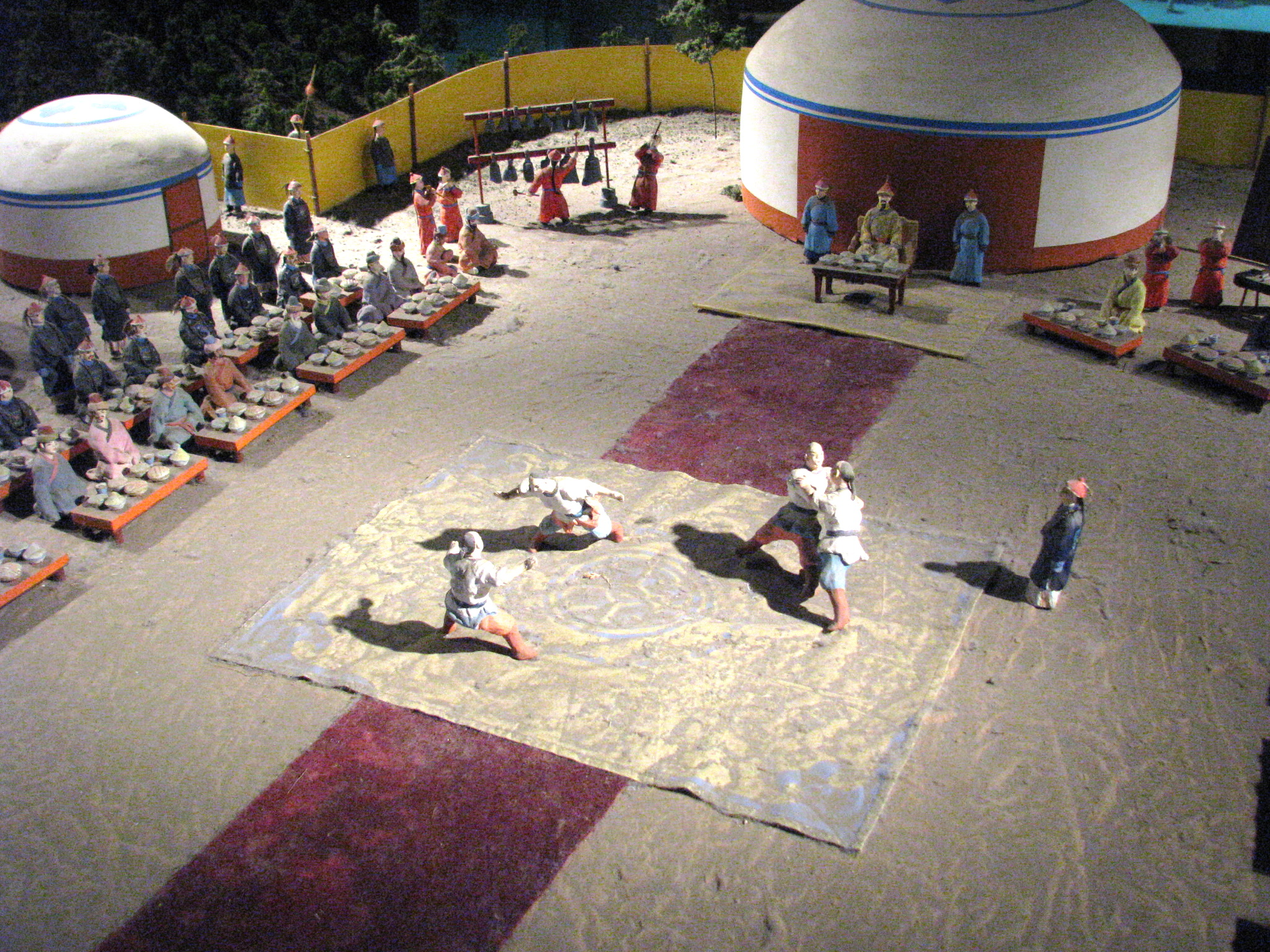

常有人誤以為中國之摔跤術為蒙古人傳入，而且即是在元朝。但實際上兩系源流與技巧獨立不相干。元朝統治中原時中國的摔跤術已經發展了千餘年，有自己完整的系統。元朝蒙古士兵以馬術為主，因此摔角術也以間接方式在民間流傳，蒙古跤多強調接體式的纏、抱、擒、摔，不同於中原內地的摔角與拳腳間互補優劣，架式大開大閤、沾手即跌，動作較為乾淨俐落。明太祖年間曾重視內地之摔跤術，做為補強軍隊戰技之用。
在清朝滿族傳統亦重視摔跤術。因为皇帝的提倡，帶動中國摔跤的盛行。宮廷之中設善撲營，專業訓練力士，並做為皇帝侍衛。民國初南南京成立中央國術館，正式成立摔跤術科目，並確立摔角二字為統一用詞。自此國內摔跤好手得到良好之待遇與尊重，現今諸多中國地區流傳之摔跤術好手，多與中央國術館有淵源。

## 摔跤與柔道的關係
日本古籍主张柔术源於中国说。
- 按日本古武道協會所言，并按江戸麻布国昌寺遗留的“国昌寺文書旧記録”，明朝末年有武術家陳元贇在1625至1627年間，在江户傳日本長州浪人福野七郎右衛門正勝（福野正勝），三浦治右衛門與磯貝次郎左衛門三人道學与明朝捕人术。爾後其三人又分別創立門派，分別為「福野流柔術」、「三浦流柔術」、「磯貝流柔術」，福野正勝傳徒寺田平左衛門定安，寺田定安傳徒寺田勘右衛門正重，寺田正重創始「起倒流柔術」，講道館柔道創始人嘉納治五郎曾學起倒流。[1]
- 日本県立長崎図書館所蔵楊心流“二代目”大江千兵衛所“直筆伝書”的「楊心流静間之巻」，「楊心流」是秋山四郎兵衛義昌所創立。秋山在中国學医術时，从一武官修练摔跤3手和活法28手（擒拿），帰日本国後教柔术，在太宰府天満宮看到楊柳枝被雪所压積而不折，因而领悟柔術之極意，編出303手之技法，定流派名为楊心流。講道館柔道創始人嘉納治五郎曾學楊心流支流天神真楊流。[來源請求]
- 1882年，嘉納治五郎22岁时以天神真楊流和起倒流为基础，創講道館柔道。[來源請求]

日本學者也有持反對說法。日本柔術一派「竹內流」始於1532年，何需1625年後再從明人陳氏傳入。
在台灣，由於19世紀末至20世紀初日據時期成功推廣柔道教育，使得現今台灣的柔道運動依然比摔跤興盛。中華民國接管臺灣後，柔道的選手對於摔跤運動的接受程度也相當的高，一位柔道選手幾乎不用花太多的時間重新訓練即可直接進行摔跤競賽，因而造成台灣現前柔道與摔跤共生的景象。

## 摔跤流派
- 直隷摔跤：盛行於舊直隷省北部的北京、天津、保定地區，以清代善撲營爲基础，繼承了蒙古摔跤和明朝手搏，以踢、打、摔、拿爲核心，配以統一的基本功訓練方法，包括各類演空（絆子空），另加大棒子、小棒子、皮條兒、沙袋、碩繩、石鎖、推子、長棍兒、硬弓、大刀等器械練法。上身穿厚棉質跤衣曰褡褳，下身穿棉質跤褲外加套褲，腳穿皮靴，三點着地爲輸。
  - 北京摔跤：又称“京跤”，源自满族摔跤——布库，为继承善撲營的正統流派，原为清代八旗兵丁之间的体育竞赛，也稱為「摜跤」、「撩跤」。京跤重視力量，擅長擒拿，比賽時動作看似緩慢而拘緊，架式相較其他流派的小，所以也稱為「小架式」，俗稱「黃瓜架」。這派近代名手有：大祥子、奎六、閃電寶、宛永順（宛八）等，其後繼承的人有：沈友三（沈三）、寶善林（寶三）、張文山、楊春恒、熊德山、佟順祿、宋振甫等高手。
  - 天津摔跤：天津摔跤是繼承清代善撲營和明代手搏的正統流派，所以就稱「摔跤」，介乎北京摔跤和保定摔跤的中間型摔法，動作非常粗野剛猛，擅長前臂擊打，這點和源於和流行於天津府的各種拳法一致，如靜海獨流的太祖通臂，天津河東大直沽的攔手拳，滄州城厢的大六合拳，滄州東南孟村的八極拳和披挂掌等。這派近代名手有：李瑞東、崔永福（小鬼崔）、王昆山與其後二三十年代的穆祥魁、劉少增、卜恩富，三四十年代的張連生、張魁元、張鴻玉、張鶴年四人（當時並稱四大張），五六十年代的李銀山、楊子明、王恩信、王懷寶、賈福才、蔣學義、孟廣彬、時金剛等高手。另外，天津府滄州城厢的大六合拳傳人如佟忠義和王子平在上海都是以摔跤而出名。
  - 保定摔跤：又稱「保定快跤」。比賽時，兩人未及站好就敏捷的靠近，手一搭上就立即摔倒。因這種技術快速，也被稱為「快跤」。這種摔跤重視技術速度，是大架式。保定摔跤以擅用「撕、崩、捅」技巧聞名。這派近代著名的摔跤手有：平敬一，其徒張鳳岩、白俊峰等人。後繼者有：常東昇、常東如、常東坡、常東起四兄弟和閻益善、馬文奎等高手，并在民國四年（1915年）由平敬一徒弟馬良任山東督察使，在他倡導下，在濟南成立了山東武術技擊隊，面向全國聘請各派名師任教，後改名“山東武術傳習所”(場址設在皇亭內)，這是我國近代最早的一所官辦武術專科學校，向全國推動中華新武術科目。應聘之名師有：保定摔跤宗師張風岩，滄州“鐵拐子”王振山，以及馬慶雲、王子平、李大德、王福章等摔跤名家，傳授摔跤法。
- 山西摔跤：盛行於山西省北部介於太原和大同之間的忻州、定襄、原平三市縣，稱「跌跤」，已有800多年的歷史。三市人口近百萬，其中參加和愛好摔跤的人,約佔百分之七十。據傳，忻州、定襄、原平跤鄉的摔跤運動，起源於800年前的南宋。著名的民族英雄岳飛，以"角抵"訓練士兵。岳飛被害後，其部屬被譴散，其中有一名忻州籍的士兵陳效嬰回到家鄉，就將在軍中所學之摔跤技術傳授給鄉親。山西摔跤長於各類型的抱腿、摟腿技巧，比賽只穿跤褲，跤褲多半只到膝蓋下緣處，且不著靴與上衣。由於多以扣腰抱腿為主，又常在泥巴裡進行，也有『摸泥鰍』一俗稱。
- 蒙古式摔跤：盛行於内外蒙古各地，可分為内蒙古摔跤和外蒙古摔跤。
  - 蒙古摔跤：流傳於内蒙古的摔跤術，和直隷摔跤最類似，上身穿厚牛皮跤衣，下身穿棉質跤褲外加套褲，腳穿皮靴，三點着地爲輸。可參見蒙古摔跤。
  - 外蒙古摔跤：流傳於蒙古國的摔跤術，源於清朝厄鲁特摔跤，上身穿棉質短跤衣，下身穿棉質三角短跤褲，腳穿皮靴，手可着地，身體上部着地爲輸。可參見蒙古摔跤。

## 摔跤發展

### 中國大陸
1953年，第一届少数民族运动会上，中国式摔跤被列为正式竞赛项目，前几届全运会也均被列为正式比赛项目，并每年举行全国锦标赛。1956年和1957年，中华人民共和国体育运动委员会相继颁布了“中国式摔跤运动员等级制”和“中国式摔跤规则”，将中国式摔跤运动正规化。

### 台灣
- 摔跤運動目前仍以民間團體為主，中華民國摔角協會自民國77年成立，辦理過許多大型比賽與活動。近年來又有中華武術摔跤協會成立，除了持續深化與中國大陸及歐美摔跤組織的交流與整合，也積極整合本地摔跤界人士，辦理基層教練員及裁判員培訓及全國性賽事。
- 數十年來摔跤教學在台灣中央警察大學成功地扮演著重要的角色，為訓練警技與鍛鍊體魄之重點。同時，摔跤術本即源自武術，甚至可說與擒拿、拳腳等武術密不可分，與警察教育訓練的目標與宗旨相契合。
- 摔跤技術方面。近年來媒體與資訊發展快速，因此在在書籍與研究資料的編撰、研究上加強投入資源及人力，使摔跤的訓練方法變得更科學化，學習也更有效率。
- 在台灣，長期以來摔跤均是在缺乏基層及專項訓練基地與完整升學發展管道的情形下發展，民間團體期盼教育主管機關能深思如何推廣與保存這個優良長遠的武術傳統。

### 世界
世界摔跤運動可以從美國，歐陸兩個脈絡來述說。摔跤運動原本在中國民間就一直是盛行的全民運動，但從民國初期以來，運動的觀念加入了西洋科學，因此很多中國的傳統活動皆未能順利地向國外地區發展。自摔跤大王常東昇隨國民政府遷台後，正式有將摔跤朝運動項目發展與科學化管理之想法。首先成立有中華民國摔角協會，參考國外諸多運動項目的管理機制，制定完整的裁判與升階晉等之制度。始加速摔跤推廣。

#### 美國
1982 年常東昇大師受其弟子翁啟修之邀，前往美國俄亥俄大學等諸大學與軍警單位表演示範，並拍攝教學影片，始將摔角運動開始於自由之國度－美國開始紮根，開啟了摔跤推廣至世界的第一步。常東昇大師初到美國之際即受到各界注目，立即吸引了諸多武術喜好者的爭相學習。之後成立了泛美洲摔角協會，負責泛美洲所有地區摔角運動的推廣，也舉辦多場競技比賽。
目前俄亥俄州立大學的中國式摔跤社團也是在非華人國家裡唯一的學生摔跤社團。

#### 歐洲

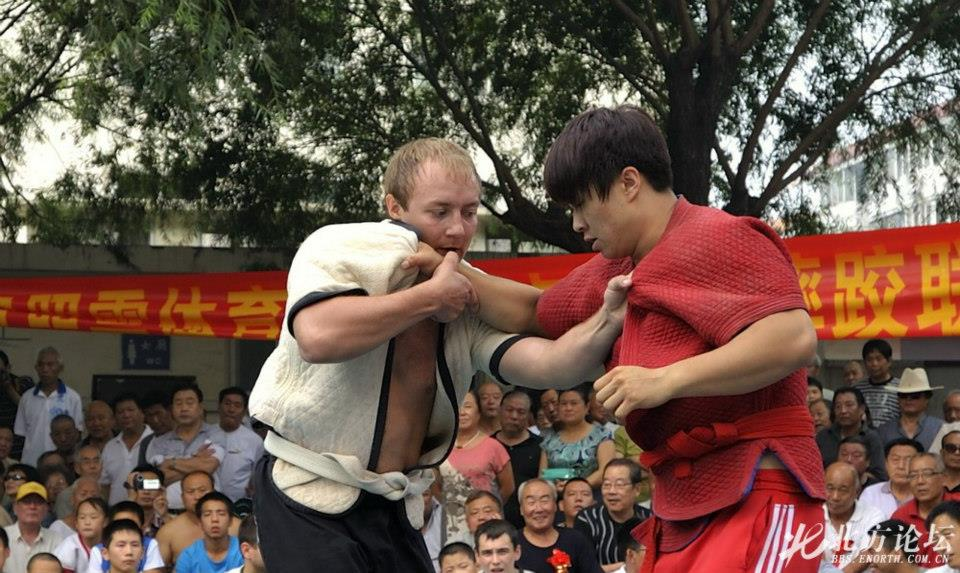
俄羅斯摔跤手與中國摔跤手交流

歐洲發展中國式摔跤來的比美洲晚，但因市場廣大，將近20年的時間已經發展甚為完備，目前己有將近20個地區／國家擁有自己的摔跤團體。其中又分為兩個支流，其一為法國體系。法國為中國大陸名師袁祖謀旅法之際，將中國式摔跤傳入。法國原本即為國際柔道的強國，自然而然很容易接受摔跤運動。其二為義大利體系，為常東昇大師後人常達偉所傳，亦屬於保定快跤系統。隨後歐洲摔跤運動再擴展至諸國，諸如英國，西班牙，俄羅斯等，並定期有大型洲際等級以上之競賽。爾後成立歐洲摔跤聯盟整合諸國摔跤團體，目前幾乎所有歐盟成員國都已經有自己的摔跤團體。
最近一期的國際摔跤大賽由歐洲摔跤聯盟發起，義大利為主辦國，於2012年11月在Montichiari市舉辦。
目前唯一可惜的是尚未有正式國際認可的世界中國式摔跤組織的成立，也讓摔跤運動的推展缺了臨門一腳。

#### 東南亞
2018年馬來西亞舉辦第四屆國際武術節，中國式摔跤首次登上馬來西亞擂台。

## 運動規則
中国式摔跤运动员按体重分为10个级别，每场比赛分3局，每局净摔3分钟，两局之间休息一分钟，比赛在平坦柔软的8米×8米的垫子上进行。

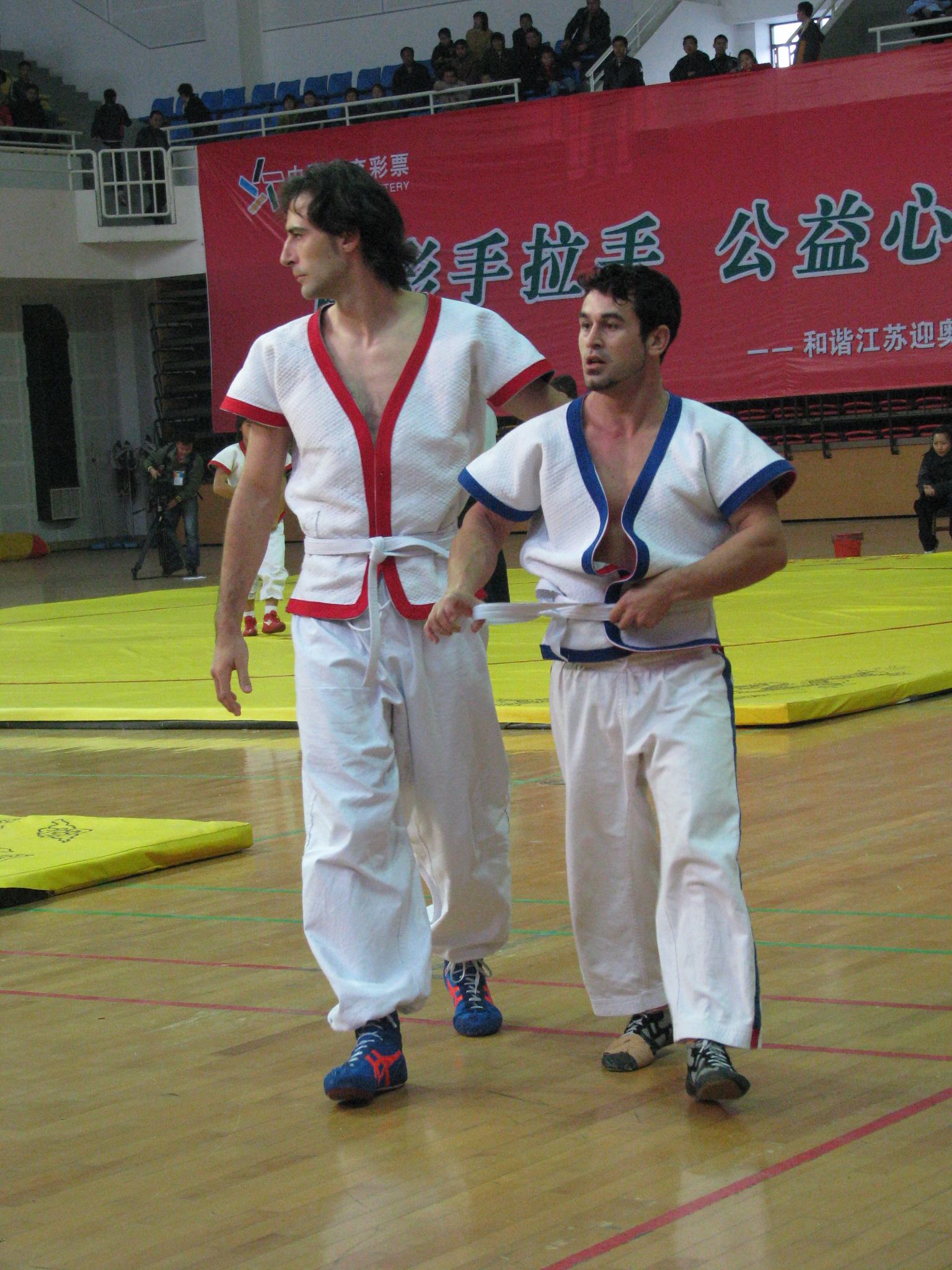
2007 泰州市中國式摔跤國際邀請賽

### 服裝
1. 摔跤衣常見為白色短袖，領口、對襟、下襬及袖口加藍(紅)色布滾邊，用純綿布製成。現代的摔跤衣腰圍有供腰帶穿過之固定環，以減少比賽期間因腰帶鬆脫而影響比賽節奏。
2. 摔跤褲為黑色或白色功夫長褲；褲腳用彈性束帶束緊，著一般運動長褲時需配合摔跤靴將褲管束緊。
3. 運動員穿著摔跤衣時，領口周圍距離頸部應在10cm以內；對襟寬度以能互相接觸或重疊為原則；下襬長度須及於尾椎骨；手臂向下垂直時，袖口距離肘尖不得超過5cm；袖口寬度以能插入一手掌順利抓握成拳為最小寬度。此皆為防止運動選手利用摔跤衣的特性而不利於對方抓把。
4. 摔跤運動著摔跤靴，常為中等長度之長筒靴，並附鞋帶，能將褲管口束緊者為佳。

### 體重分級
體重分級又分男子組，女子組，學生組與成年組。粗略如下：
1. 男子成年組體重分級：
  1. 第一級：52 公斤以下。
  2. 第二級：52 ~ 56 公斤。
  3. 第三級：56 ~ 60 公斤。
  4. 第四級：60 ~ 65 公斤。
  5. 第五級：65 ~ 70 公斤。
  6. 第六級：70 ~ 75 公斤。
  7. 第七級：75 ~ 82 公斤。
  8. 第八級：82 ~ 90 公斤。
  9. 第九級：90 ~ 100 公斤。
  10. 第十級：100 公斤以上。
2. 女子成年組體重分級：
  1. 第一級：48 公斤以下。
  2. 第二級：48 ~ 52 公斤。
  3. 第三級：52 ~ 56 公斤。
  4. 第四級：56 ~ 60 公斤。
  5. 第五級：60 ~ 65 公斤。
  6. 第六級：65 ~ 70 公斤。
  7. 第七級：70 ~ 75 公斤。
  8. 第八級：75 ~ 82 公斤。
  9. 第九級：82 ~ 90 公斤。
  10. 第十級：90 公斤以上。

體重分級會依各國國情而做些許調整。

### 得分
1. 三分：

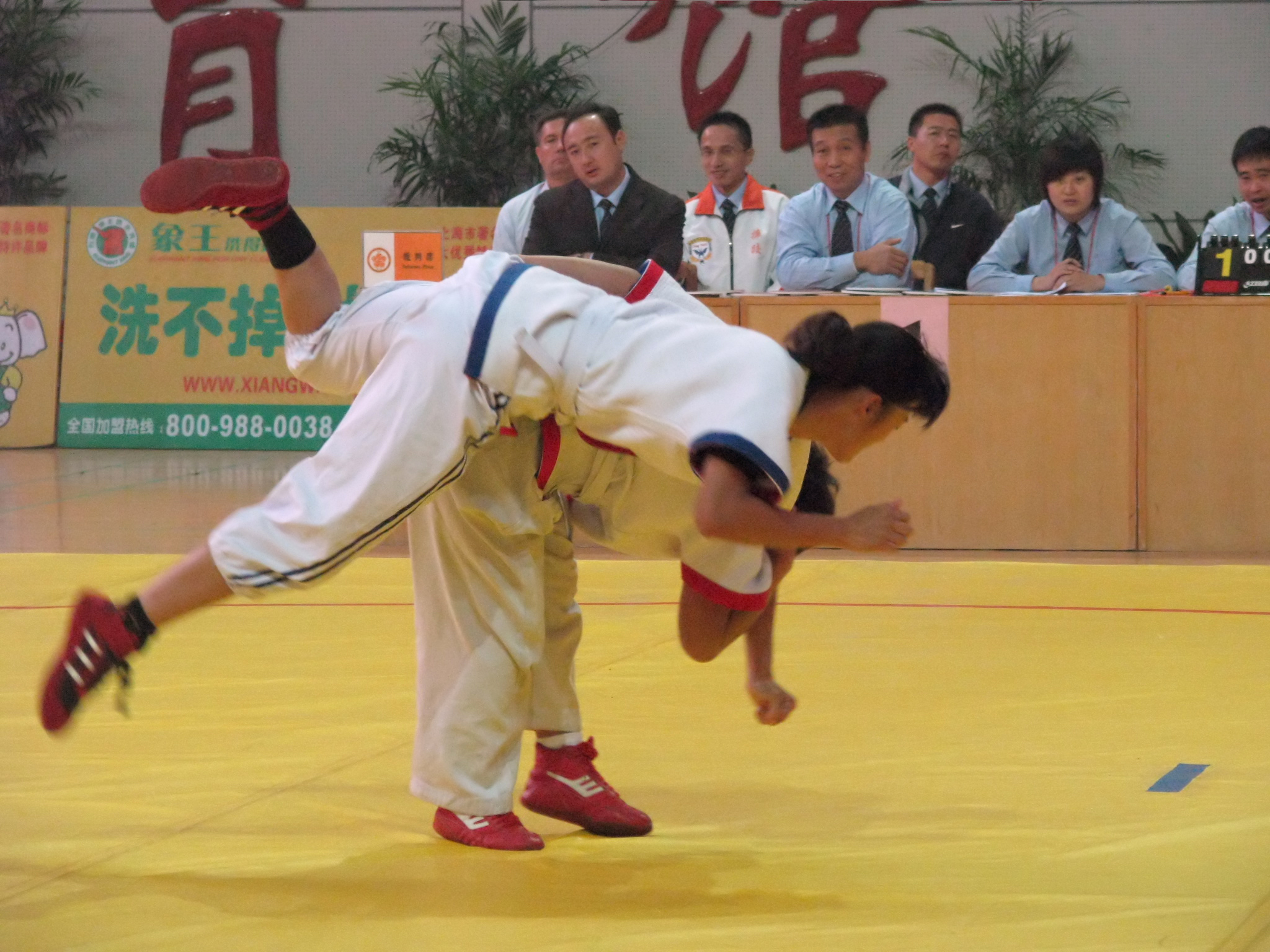
江蘇省泰州市 24-11-2007. 摔跤比賽

  1. 運用摔跤技術使對方雙腳同時離地，有一騰空過程，並使其軀體（肩、背、胸、腹、臀、胯）或頭部著地，而自己仍然保持站立姿勢者。
  2. 若被摔倒的運動員倒地後不立即鬆手，而將施術者拉倒，仍可判勝者得3分。
2. 二分：
  1. 使對方雙腳同時離地，有一騰空過程，並使其軀體或頭部著地，自己雖然站立，但用手撐在對方身體上或”第三點”隨後觸地。
  2. 將對方摔成軀體或頭部著地但沒有騰空，自己保持站立。
  3. 使用單跪腿摔法將對方摔倒在地，但自己上體保持平衡，手不扶地且上體未趴在對方身上。
  4. 在動作實施過程中，自己頭部、雙膝或一手一膝先著地者，即為失敗，不論是否摔倒對方，判對方得2分。
  5. 對方教練被罰出場，判對方得2分。
3. 一分：
  1. 對方失足，或將對方摔成手或肘或膝著地（軀體、頭部以外之著地），而自己仍然保持站立。
  2. 將對方摔倒在地，但自己相繼倒地；或同時倒下，但自己未著地且壓在對方身上。
  3. 在連續動作實施過程中，先使對方雙腳離地後，自己之一手或一膝著地，再將對方摔倒在地，判對方得1分。
  4. 運用摔跤技術，使對方身體任何部位接觸保護區。
  5. 對方或對方教練受到警告。

## 媒體與文化
明代《水滸傳》算是中國歷史上少見有詳細描繪摔角活動的小說之一，水滸英雄燕青亦成為最著名的摔角小說人物。水滸七十三回：『今年有一撲手好漢 ，是太原府人氏姓任，名原，身長一丈，字號「擎天柱」，口出大言，說道：「相撲世間無敵手，爭交天下我為魁」。』
金庸的小說亦不乏此一中國文化的寫真，在《射鵰英雄傳》中郭靖在漠北生長，其從小就學習角力相撲，且彼此間相互比試。也可窺見蒙古人對於摔角類武術之重視與熱愛。而《鹿鼎記》中，即描寫到康熙皇帝為剷除權臣鰲拜，而命小內監強有力者習布庫摔角以為戲，後趁其入奏時擒之。